# Villieu-Loyes-Mollon
Villieu-Loyes-Mollon es una comuna francesa del departamento de Ain, en la región de Auvernia-Ródano-Alpes.

## Demografía
| 1 013 | 974 | 1 080 | 1 176 | 1 512 | 1 801 | 2 182 | 2 407 | 2 749 | 3 174 | 3 350 |
| Para los censos de 1962 a 1999 la población legal corresponde a la población sin duplicidades (Fuente: INSEE [Consultar]) |     |       |       |       |       |       |       |       |       |       |

## Hermanamientos
- Dobřichovice (República Checa)